# Копенгаген (сериал)
«Копенгаген» (англ. Copenhagen) — предстоящий американский научно-фантастический шпионский триллер, созданный Томасом Брэндоном. Исполнительный продюсер сериала — Джеймс Ван. Главные роли исполнили Симу Лю и Мелисса Баррера. Премьера запланирована на сервисе Peacock.

## Сюжет
В недалеком будущем, в результате хакерской атаки, агент разведки оказывается под подозрением и должен доказать свою преданность.

## В ролях
- Симу Лю — Александр Хейл
- Мелисса Баррера — Мишель
- Синклер Дэниел — Паркер
- Брайан д’Арси Джеймс — Джон Мойр
- Марк О’Брайен — Кобб
- Кэтлин Чалфант — Сэнт-Джордж
- Сара Амини — Элли
- Сол Рубинек — Виктор Симонек

## Производство
Шпионский техно-триллер был взят компанией Peacock в феврале 2024 года. Томас Брэндон выступает в качестве создателя, сценариста и исполнительного продюсера сериала вместе с со-шоураннером и исполнительным продюсером Дженнифер Йель. Джеймс Ван, Майкл Клир и Роб Хакетт стали исполнительными продюсерами от компании Atomic Monster, Симу Лю — исполнительным продюсером. Марк Уинмейкер и Джет Уилкинсон также будут исполнительными продюсерами, а Уилкинсон выступит режиссёром первых двух эпизодов.
В актёрский состав вошли Симу Лю, Мелисса Баррера, Синклер Дэниел, Брайан Д’Арси Джеймс, Марк О’Брайен и Кэтлин Чалфант. В октябре было объявлено название сериала — «Копенгаген». В ноябре к актёрскому составу присоединилась Сара Амини в роли Элли, а в следующем месяце стало известно, что Сол Рубинек присоединился к актёрскому составу.
Основные съёмки начались 21 октября 2024 года в Торонто и должны завершиться 5 марта 2025 года.